# Agarista mexicana
Agarista mexicana là một loài thực vật có hoa trong họ Thạch nam. Loài này được (Hemsl.) Judd mô tả khoa học đầu tiên năm 1979.